# مولد تک‌فاز

مولد ساده یک نمونه‌ای از مولدهای تک‌فاز با دو قطب است

مولد تک‌فاز (همچنین به عنوان دینام تک‌فاز شناخته می‌شود) یک مولد الکتریکی، جریان متناوب است که یک ولتاژ متناوب و پیوسته، تک، تولید می‌کند. از مولدهای تک‌فاز می‌توان برای تولید برق در سیستم‌های برق تک‌فاز استفاده کرد. با این حال، مولدهای چندفاز معمولاً برای تأمین نیرو در سیستم توزیع سه‌فاز مورد استفاده قرار می‌گیرند و به‌جای آن جریان نزدیک بارها به فاز تک تبدیل می‌شود؛ بنابراین، ژنراتورهای تک‌فاز در کاربردهایی یافت می‌شوند که بیشتر وقتی راه‌اندازی بارها نسبتاً سبک هستند، استفاده می‌شوند، و به توزیع سه فاز وصل نمی‌شوند، به عنوان مثال، موتور ژنراتورهای قابل حمل. از ژنراتورهای تک‌فاز بزرگ‌تر نیز در کاربردهای خاص، مانند:  تامین برق تک‌فاز برای سیستم‌های الکتریکی راه‌آهن استفاده می‌شود.